# Kiterjesztések konfliktusa
A kiterjesztések konfliktusa a klasszikus Mac operációs rendszert futtató számítógépek problémája volt, különösen a System 7 esetén. A kiterjesztések hasonló egységek voltak, mint egy alkalmazás, vagy egy programkönyvtár, hasonlóan a DLL-ekhez vagy a JAR fájlokhoz. Az operációs rendszert bővítették, és abban különböztek más alkalmazásoktól, hogy közvetlen hívásokkal kommunikáltak az operációs rendszer rutinjaival. Ha több kiterjesztés hívta meg ugyanazt a rutint, akkor láncot alkottak, aminek a végén álló kiterjesztés hívta meg a rutint. Ha a kommunikáció nem működött visszafelé, akkor különböző problémák adódtak, egy alkalmazás hibás viselkedésétől kezdve a rendszer összeomlásáig. Ennek különböző okai lehettek: adódhatott figyelmetlenségből vagy lehetett szándékos, károkozás céljából.
Továbbá a kiterjesztések versenyeztek egymással és a közönséges alkalmazásokkal is, ami instabilitást és összeomlást okozott. Sok felhasználónak nem volt semmilyen problémája, és sikerült minden kiterjesztést rendben feltenniük, habár csak viszonylag keveset használtak belőlük. Mások többször találkoztak a problémával, így mániákusan kerülték a kiterjesztéseket, és csak a legszükségesebbeket tették fel.
A problémát tovább növelte, hogy az 1990-es évek közepén olyan erőforrásigényes multimédia technológiák jelentek meg kiterjesztésként, mint a QuickTime. Emellett voltak alkalmazások, melyeknek számos kiterjesztésre volt szükségük, mint például Microsoft Office, így az egyes felhasználónak több száz kiterjesztést kellett telepítenie. A ténylegesen megtalálható kiterjesztések változatos korúak és minőségűek voltak. A bugos, sérült, elavult kiterjesztések okozták a legtöbb problémát. Egyes felhasználóknak bizonyos programok futtatása előtt ki kellett kapcsolniuk bizonyos kiegészítőket.
A System 7 későbbi verziói bevezették az Extensions Managert, ami lehetővé tette, hogy kivegyék az indításkor indítandó kiegészítők listájából azokat a kiterjesztéseket, melyek miatt a felhasználó indításkor néha hiába nyomta le a szóközt. Ezt az Apple menü Vezérlőpanelek almenüjéből lehetett elérni. A Conflict Catcher egy független alkalmazás volt, ami automatikusan felderítette a konfliktusokat és problematikus kiegészítőket. Ezzel megkönnyítette a felhasználók dolgát, akiknek nem kellett tovább kézzel keresgélniük, hogy mely kiterjesztések okoztak problémát. Mivel a kiterjesztések csak automatikusan, indításkor indultak el, minden változtatás után újra kellett indítani a számítógépet.
A konfliktusok gyakoribbá váltak, amikor megjelent az operációs rendszer új verziója, és közvetlenül ezután telepítettek egy új kiterjesztést, ami konfliktusba került a már telepített kiterjesztésekkel.
A probléma enyhítésére szolgáltak a következő módszerek:  A kiterjesztések nem módosították közvetlenül a konfigurációs fájlokat, hanem egy külön könyvtárba települtek. Továbbá a Mac megengedte, hogy a felhasználó megtöbbszörözze a rendszerkönyvtárt, melyek közül csak egyet töltött be a indításkor, amit a felhasználó kiválasztott. Így egy frissítés vagy egy telepítés után, ha valami nem jól sikerült, akkor könnyű volt visszaállítani az előző állapotot.
A probléma végleges megoldása a  Mac OS X volt, ami más mechanizmusra tért át. Az új funkciókat alkalmazások formájában lehet telepíteni, amelyek indításkor az operációs rendszerrel együtt indultak. Ezt szervezettebb és biztonságosabb módszernek tekintették, mivel nem destabilizálhatja a számítógépet.

## Fordítás
Ez a szócikk részben vagy egészben  az   Extension conflict című angol Wikipédia-szócikk fordításán alapul.  Az eredeti cikk szerkesztőit annak laptörténete sorolja fel. Ez a jelzés csupán a megfogalmazás eredetét és a szerzői jogokat jelzi, nem szolgál a cikkben szereplő információk forrásmegjelöléseként.